# Aquilla, Texas
Aquilla là một thành phố thuộc quận Hill, tiểu bang Texas, Hoa Kỳ. Năm 2010, dân số của xã này là 109 người.

## Dân số
- Dân số năm 2000: 136 người.
- Dân số năm 2010: 109 người.